# MUSCLE
『MUSCLE』（マッスル）は、2013年11月27日にZAIN RECORDSから発売されたMUSCLE ATTACKの1枚目のオリジナルアルバム。

## 概要
BREAKERZのギタリスト、SHINPEI率いるバンドのデビュー作品。SHINPEIはギターのほか、全曲の作詞・ボーカルを担当。ジャケットはSHINPEIの顔が全面に来るデザインで、様々な色の塗料を使い、顔、体と実際にボディペイントを施している。

## 収録曲
- 作詞:SHINPEI、編曲：MUSCLE ATTACK（全曲）
- 作曲:SHINPEI(#1, 3 - 6, 8)、Jong(#2, 7)[1]

1. MUSCLE PARTY
2. My BLOODY BUNNY
  - チバテレビ『MUSIC LAUNCHER』内「BLOODY BUNNY」テーマソング
3. RUNNER'S HIGH
4. FIRE!!
5. HIGHER
6. HERO
7. SPREE
8. BYGONES